# Ľutov
Ľutov és un poble i municipi d'Eslovàquia que es troba a la regió de Trenčín. La primera menció escrita de la vila es remunta al 1389.

## Demografia
| Godina             | 1994 | 2004   | 2014    | 2024    |
| ------------------ | ---- | ------ | ------- | ------- |
| Nombre de persones | 138  | 135    | 159     | 176     |
| Diferència         |      | −2,17% | +17,77% | +10,69% |

| Godina             | 2023 | 2024   |
| ------------------ | ---- | ------ |
| Nombre de persones | 177  | 176    |
| Diferència         |      | −0,56% |